# El Montnou
El Montnou és una de les nou entitats de població del municipi d'Odèn (Solsonès).

## Situació
No té cap nucli urbà i tot el seu poblament és dispers format per masies i alguna construcció moderna. Es troba a l'extrem nord de la part central del municipi, al nord del nucli d'Odèn, a la capçalera de la vall del riu d'Odèn que en aquest tram és conegut com la rasa de la Covil.

## Demografia
| Evolució demogràfica |            |            |            |                   |                   |                   |       |
| Any                  | Nucli urbà | Nucli urbà | Nucli urbà | Poblament dispers | Poblament dispers | Poblament dispers | Total |
| Any                  | Homes      | Dones      | Total      | Homes             | Dones             | Total             | Total |
| 2000                 | 0          | 0          | 0          | 32                | 24                | 56                | 56    |
| 2001                 | 0          | 0          | 0          | 32                | 27                | 59                | 59    |
| 2002                 | 0          | 0          | 0          | 34                | 28                | 62                | 62    |
| 2003                 | 0          | 0          | 0          | 33                | 27                | 60                | 60    |
| 2004                 | 0          | 0          | 0          | 34                | 27                | 61                | 61    |
| 2005                 | 0          | 0          | 0          | 33                | 26                | 59                | 59    |
| 2006                 | 0          | 0          | 0          | 34                | 26                | 60                | 60    |
| 2007                 | 0          | 0          | 0          | 34                | 25                | 59                | 59    |
| 2008                 | 0          | 0          | 0          | 32                | 25                | 57                | 57    |
| Font: INE            |            |            |            |                   |                   |                   |       |